# Los Pintín al rescate
Los Pintín al rescate is een Argentijnse animatiefilm uit 2000, geregisseerd door Franco Bíttolo. De Nederlands ingesproken versies uit hetzelfde jaar heten De pinguïns - reddertjes van de zee en De avontuurlijke tocht van de pinguïns. Deze avonturenfilm voor kinderen is geschikt voor alle leeftijden. In het Nederlands is er een dvd-versie van 81 minuten en een streaming-versie via Disney+. De dvd bevat ook een interview met Aukje van Ginneken, die Luna ingesproken heeft, en foto's.

## Verhaal
Op  een eiland in de Atlantische Oceaan woont de pinguïnfamilie Pintin: vader Bepo, moeder Loda, en hun drie kinderen Luna, Ito, en Uvi. Luna wordt op het strand ontvoerd en de familie zet een zoekactie op touw. Ze vinden haar op het eiland van de gekke wetenschapper Jorba Tarjat, die genetische experimenten doet om onvolmaakte dieren te verbeteren. Hij krijgt ook Ito te pakken, zodat ze die ook moeten redden.

## Nederlandse stemverdeling
| Acteur                | Personage         |
| --------------------- | ----------------- |
| Jan Elbertse          | Vader Bepo        |
| Veerle Verheyen       | Moeder Loda       |
| Marjolein Algera      | Ito               |
| Aukje van Ginneken    | Luna              |
| Paul Donkers          | Grootvader Fierro |
| Pepijn Gunneweg       | Guibor            |
| Jan Nonhof            | Baas Gorbaar      |
| Robin van der Velden  | De Handlangers    |
| Leo Richardson        | Tugers het paard  |
| Just Meijer           | Nijlpaard         |
| Reinder van der Naalt | Tucon de aap      |
| Lucie de Lange        | Olifant           |
| Rolf Koster           | Rat               |